# Perisama cabirnia
Perisama cabirnia är en fjärilsart som beskrevs av William Chapman Hewitson 1874. Perisama cabirnia ingår i släktet Perisama och familjen praktfjärilar. Inga underarter finns listade i Catalogue of Life.

## Bildgalleri

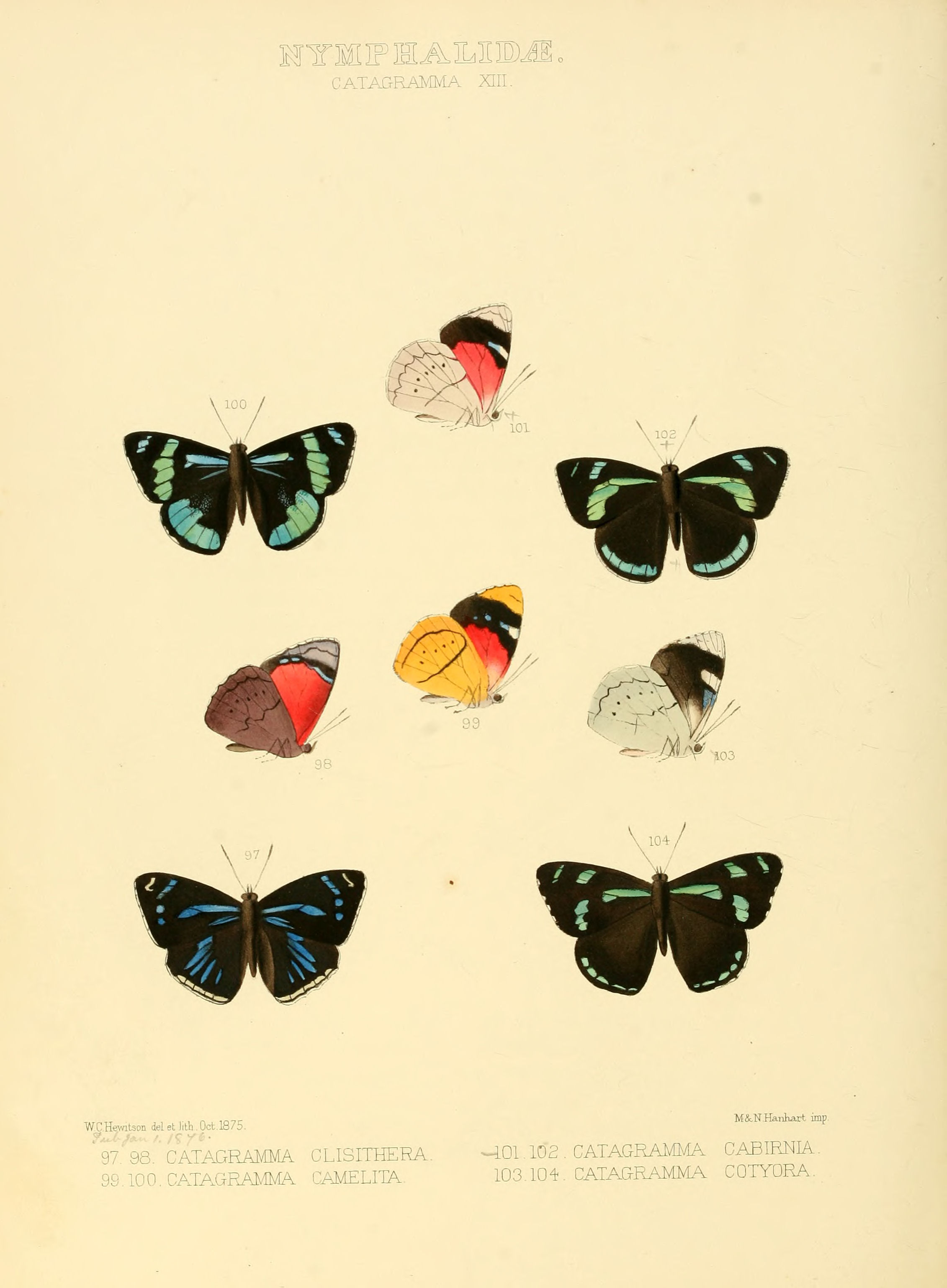